# Mélanie Son
Mélanie Son (* 1981 Marseille) je bývalá francouzská reprezentantka ve sportovním lezení, vítězka Rock Masteru a vicemistryně Francie v boulderingu.

## Výkony a ocenění
- 2004: páté místo v celkovém hodnocení světového poháru
- 2004,2005: nominace na prestižní mezinárodní závody Rock Master v italském Arcu kde zvítězila

### Závodní výsledky
| Arco Rock Master | Arco Rock Master | Arco Rock Master |
| Rok              | 2004             | 2005             |
| ---------------- | ---------------- | ---------------- |
| Bouldering       | 1                | 1                |

| Mistrovství světa | Mistrovství světa |
| Rok               | 2005              |
| ----------------- | ----------------- |
| Bouldering        | 20                |

| Světový pohár | Světový pohár | Světový pohár  | Světový pohár   | Světový pohár | Světový pohár     | Světový pohár    | Světový pohár      |
| Rok           | 2002          | 2003           | 2004            | 2005          | 2006              | 2007             | 2008               |
| ------------- | ------------- | -------------- | --------------- | ------------- | ----------------- | ---------------- | ------------------ |
| Obtížnost     | 0             | 51-53          | 0               | 0             | 0                 | 0                | 0                  |
| jednotlivě*   |               | ,15,           |                 |               |                   |                  |                    |
|               |               |                |                 |               |                   |                  |                    |
| Bouldering    | 16            | 11             | 5               | 7             | 7                 | 41-42            | 39                 |
| jednotlivě*   | ,9,-,-,       | ,4,10,15,8,-,- | ,5,4,8,6,14,12, | ,10,9,4,22,   | ,22,8,7,9,4,14,8, | ,-,15,-,-,-,-,-, | ,-,19,25,-,23,-24, |

* poznámka: nalevo jsou poslední závody v roce
| Mistrovství Francie | Mistrovství Francie | Mistrovství Francie |
| Rok                 | 2005                | 2006                |
| ------------------- | ------------------- | ------------------- |
| Bouldering          | 2                   | 2                   |